# Namibe
Namibe är en provins i sydvästra Angola med en yta på 57 091 km² och 313 667 invånare. Delstatens huvudstad är Moçâmedes.